# Ґрейді Гендрікс
Ґрейді Гендрікс — американський письменник-романіст, журналіст і сценарист, має багато нагод. У 2018 році став лауреатом премії Брема Стокера, у 2021 році здобув премію лорда Рутвена та Goodreads Choice Awards. Є одним із засновників Нью-Йоркського азійського кінофестивалю. Став відомим після виходу бестселера 2014 року — комедійного роману жахів Horrorstör, який вже перекладений 14 мовами.

## Життя та кар'єра
Ґрейді Гендрікс народився 14 грудня 1972 р. у місті Чарлстон у Південній Кароліні (США). Батьки хлопчика розлучилися, коли йому було 13 років, тому він багато часу проводив в публічних бібліотеках. Перед тим як перейти до письменницької діяльності, Гендрікс деякий час працював у бібліотеці Американського товариства психічних досліджень. Творчу кар'єру почав з написання статей для журналів Playboy, The New York Post. Писав як кінокритик для The New York Sun. Його перші фантастичні історії вийшли у виданнях Strange Horizons та Pseudopod.
У 2009 році Гендрікс прослухав шеститижневий семінар Clarion в Каліфорнійському університеті в Сан-Дієго для письменників-початківців, що пишуть в жанрах наукової фантастики та фентезі.
Автор брав участь у створенні молодіжної серії книг Кеті Крауч «Ліга Магнолій», а його художні твори почали з'являтися в онлайн-журналі Strange Horizons. Це видання відоме тим, що публікує фантастичну, надприродну, футуристичну, апокаліптичну прозу, фентезі та інші жанри Speculative fiction. Також його коротка проза звучала у подкасті Pseudopod, який представляє короткі оповідання в жанрі горор.
Ґрейді зазначає в інтерв'ю, що йому подобаються жахи, бо вони справді пов'язані зі смертю, а смерть — це те, що об'єднує всіх нас як вид.
У 2012 році Гендрікс разом зі своєю дружиною Амандою Коен та Раяном Данлаві написав Dirt Candy: A Cookbook. Вона не є прямою кулінарною книгою чи мемуарами. Це самоіронічний погляд на те, як працює ресторан, включаючи роботи з підрядниками для будівництва приміщення в Іст-Віллидж площею 350 квадратних футів, і те, чому салат коштує 14 доларів.
У 2014 році видавництво Quirk Books опублікувало роман Гендрікса Horrorstör, за яким згодом вийшов телесеріал на каналі FOX. Це класична історія про будинок з привидами, дія відбувається у великому меблевому супермаркеті у шведському стилі. Щоранку співробітники приходять і знаходять розбиті книжкові полиці, скляний посуд та пошкоджені вандалами шафи. Щоб розгадати таємницю, п'ятеро співробітників погоджуються провести довгу зміну від сутінків до світанку в магазині, не підозрюючи, що їх чекає.
У 2016 році Гендрікс написав My Best Friend's Exorcism. Дія книги відбувається у 1988 році, автор стверджує, що писав на основі власного шкільного досвіду і намагався правильно передати всі деталі, навіть погоду, яка відповідала б тому часу. Також у цьому році вийшло його нехудожнє дослідження «Книги з пекла у м'якій обкладинці: перекручена історія горор фантастики 70-х та 80-х років». Через рік (2017) Гендрікс написав разом з режисером Тедом Джогеганом сценарій до фільму «Могавк» та спеціальний сценарій до комедійного фільму жахів «Сатанинська паніка», який був придбаний та продюсований Fangoria в середині 2018 року.
У 2020 р. був написаний «Посібник зі знищення вампірів від Південного книжкового клубу». За цей твір автор у 2021 році отримав премію лорда Рутвена. За словами автора, "Посібник… " — це духовне продовження «Вигнання демонів мого найкращого друга». Події відбуваються в тому ж районі, де виріс письменник, лише через кілька років, і цього разу мова йде не про дітей, а про їхніх батьків. Це ода мамам, які п'ють вино та читають книги, але регулярно стикалися з такою темрявою, що може і Джека Річера довести  до сліз.
З травня 2020 року по жовтень 2020 року автор вів власний подкаст Super Scary Haunted Homeschool. Тут Гендрікс обговорював цікаву інформацію про вампірів, яку використовував для просування своєї книги «Посібник зі знищення вампірів від Південного книжкового клубу».
Роман «Група підтримки останніх дівчат» Гендрікс написав у 2021 р. Отримав за нього Goodreads Choice Awards 2021 року. Для просування роману письменник створив моноспектакль «Остання дівчина», оскільки вважав традиційні авторські заходи нудними.

## Українські переклади
Переклад роман роману «Посібник зі знищення вампірів від Південного книжкового клубу» здійснило видавництво Bookchef у 2024 р. Перекладачка — Світлана Смілян. ISBN — 978-617-548-228-5.
Роман «Група підтримки останніх дівчат» теж був перекладений у видавництві Bookchef Переклад роману вийшов у 2025 році. Твір з англійської переклала Уляна Русин. ISBN — 978-617-548-444-9.
Роман «Як продати будинок з привидами» перекладений «Видавництвом Старого Лева» у 2025 році. Перекладач — Геник Бєляков.

### Романи
- Satan Loves You — «Сатана любить тебе», 2012
- The White Glove War — «Війна білих рукавичок», 2013 (серія «Ліга Магнолій»,  № 2 з Кеті Крауч)
- Horrorstör — «Жах», 2014, Quirk Books
- My Best Friend's Exorcism — «Екзорцизм мого найкращого друга», 2016, Quirk Books
- We Sold Our Souls — «Ми продали свої душі», 2018, Quirk Books
- The Southern Book Club's Guide to Slaying Vampires — «Посібник зі знищення вампірів від Південного книжкового клубу», 2020, Quirk Books
- The Final Girl Support Group — «Група підтримки останніх дівчат», 2021, Berkley)
- How to Sell a Haunted House — «Як продати будинок з привидами», 2023, Berkley
- Witchcraft for Wayward Girls — «Чаклунство для неслухняних дівчат», 2025, Pan Macmillan

### Новели
- Badasstronauts — «Злі астронавти», 2022, Jab Books

### Короткі оповідання
- The Bright and Shining Parasites of Guiyu — «Яскраві та сяючі паразити Гуйю», 2010, Strange Horizons
- The Mad Scientist's Guide to World Domination: Original Short Fiction for the Modern Evil Genius — «Посібник божевільного вченого зі світового панування: оригінальна коротка проза для сучасного злого генія», 2013, автор

### Збірки коротких оповідань
- Dead Leprechauns & Devil Cats: Strange Tales of the White Street Society — «Мертві лепрекони та диявольські коти: Дивні історії Товариства Білої вулиці», 2020, JABberwocky

### Комікси
- Li'l Wimmin: A Comic Adaptation of Louisa May Alcott's Little Women — Комічна адаптація твору Луїзи Мей Олкотт «Маленькі жінки», 2013, разом з Ryan Dunlavey

### Документальні книги
- Dirt Candy: Кулінарна книга, 2012 з Амандою Коен та Раяном Данлавей
- Paperbacks from Hell: The Twisted History of ’70s and ’80s Horror Fiction — «Книги з пекла у м'якій обкладинці: перекручена історія горор фантастики 70-х і 80-х років», 2017, Quirk Books
- These Fists Break Bricks: How Kung Fu Movies Swept America and Changed the World — «Ці кулаки розбивають цеглу: Як фільми про кунг-фу підкорили Америку та змінили світ», 2021, Mondo Books

### Сценарії
- Mohawk — «Могавк», 2017
- Satanic Panic — «Сатанинська паніка», 2019
- The Black Room — «Чорна кімната»[11]
- Horrorstör — «Жах»

## Нагороди
| Робота                                                                                      | Рік та нагорода                              | Категорія              | Результат    | Посилання                 |
| ------------------------------------------------------------------------------------------- | -------------------------------------------- | ---------------------- | ------------ | ------------------------- |
| «Жах»                                                                                       | Нагороди Goodreads Choice Awards 2014 року   | Жахи                   | Номінація    | [ 12 ] [ голе посилання ] |
| «Жах»                                                                                       | Список літератури RUSA CODES 2015 року       | Жахи                   | У шорт-листі | [ 13 ] [ голе посилання ] |
| «Екзорцизм мого найкращого друга»                                                           | Премія Goodreads Choice Awards 2016 року     | Жахи                   | Номінація    | [ 14 ] [ голе посилання ] |
| «Екзорцизм мого найкращого друга»                                                           | Список літератури RUSA CODES 2017 року       | Жахи                   | У шорт-листі | [ 15 ] [ голе посилання ] |
| «Ми продали свої душі»                                                                      | Нагороди Goodreads Choice Awards 2018 року   | Жахи                   | Номінація    | [ 16 ] [ голе посилання ] |
| «Ми продали свої душі»                                                                      | Премія Ширлі Джексон 2018 року               | Роман                  | Номінація    | [ 17 ] [ голе посилання ] |
| «Ми продали свої душі»                                                                      | Нагороди Дракона 2019 року                   | Роман жахів            | Номінація    |                           |
| «Ми продали свої душі»                                                                      | Премія «Локус» 2019 року                     | Роман жахів            | Номінація    | [ 18 ] [ голе посилання ] |
| «Книги з пекла у м'якій обкладинці: перекручена історія горор фантастики 70-х і 80-х років» | Премія Брема Стокера 2018 року               | Нехудожня література   | Перемога     |                           |
| «Книги з пекла у м'якій обкладинці: перекручена історія горор фантастики 70-х і 80-х років» | Премія Goodreads Choice Awards 2017 року     | Нехудожня література   | Номінація    | [ 19 ] [ голе посилання ] |
| «Книги з пекла у м'якій обкладинці: перекручена історія горор фантастики 70-х і 80-х років» | Британська премія у галузі фентезі 2018 року | Нехудожня література   | Номінація    |                           |
| «Посібник зі знищення вампірів від Південного книжкового клубу»                             | Нагороди Goodreads Choice Awards 2020        | Жахи                   | Номінація    | [ 20 ] [ голе посилання ] |
| «Посібник зі знищення вампірів від Південного книжкового клубу»                             | Премія лорда Рутвена 2021 року               | Художня література     | Перемога     |                           |
| «Посібник зі знищення вампірів від Південного книжкового клубу»                             | Список літератури RUSA CODES на 2021 рік     | Жахи                   | У шорт-листі | [ 21 ] [ голе посилання ] |
| «Посібник зі знищення вампірів від Південного книжкового клубу»                             | Премія «Локус» 2021 року                     | Роман жахів            | Номінація    | [ 22 ] [ голе посилання ] |
| «Група підтримки останніх дівчат»                                                           | Премія Goodreads Choice Awards 2021 року     | Жахи                   | Перемога     | [ 23 ] [ голе посилання ] |
| «Група підтримки останніх дівчат»                                                           | Премія Брема Стокера 2021 року               | Роман                  | Номінація    |                           |
| «Група підтримки останніх дівчат»                                                           | Премія «Локус» 2022 року                     | Роман жахів            | Номінація    | [ 24 ] [ голе посилання ] |
| «Група підтримки останніх дівчат»                                                           | Нагороди Дракона 2022 року                   | Роман жахів            | Номінація    |                           |
| «Як продати будинок з привидами»                                                            | Премія Goodreads Choice Awards 2023 року     | Жахи                   | Номінація    | [ 25 ] [ голе посилання ] |
| «Як продати будинок з привидами»                                                            | Премія Брема Стокера 2023 року               | Роман                  | Номінація    |                           |
| «Як продати будинок з привидами»                                                            | Список літератури RUSA CODES на 2024 рік     | Жахи                   | У шорт-листі | [ 26 ] [ голе посилання ] |
| «Як продати будинок з привидами»                                                            | Премія «Локус» 2024 року                     | Жахи                   | Номінація    | [ 27 ] [ голе посилання ] |
| «Як продати будинок з привидами»                                                            | Британська премія у галузі фентезі 2024 року | Премія Августа Дерлета | Номінація    | [ 28 ] [ голе посилання ] |